# Steekkap

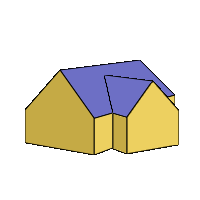
Schematische weergave van een steekdak

Een steekkap, insteekkap of steekdak is een dakconstructie waarbij een kleinere kap insnijdt in een grotere kap. Daarbij steekt de nok van de kleinere kap op een lagere hoogte in de grotere kap in.
Deze dakconstructie wordt vaak gebruikt wanneer men meer ruimte wil creëren door de hoofdkap minder laag te laten uitkomen en om te zorgen voor meer lichtinval.
Een kleiner gewelf dat dwars in een groter gewelf insteekt heet een steekgewelf.

## Zie ook

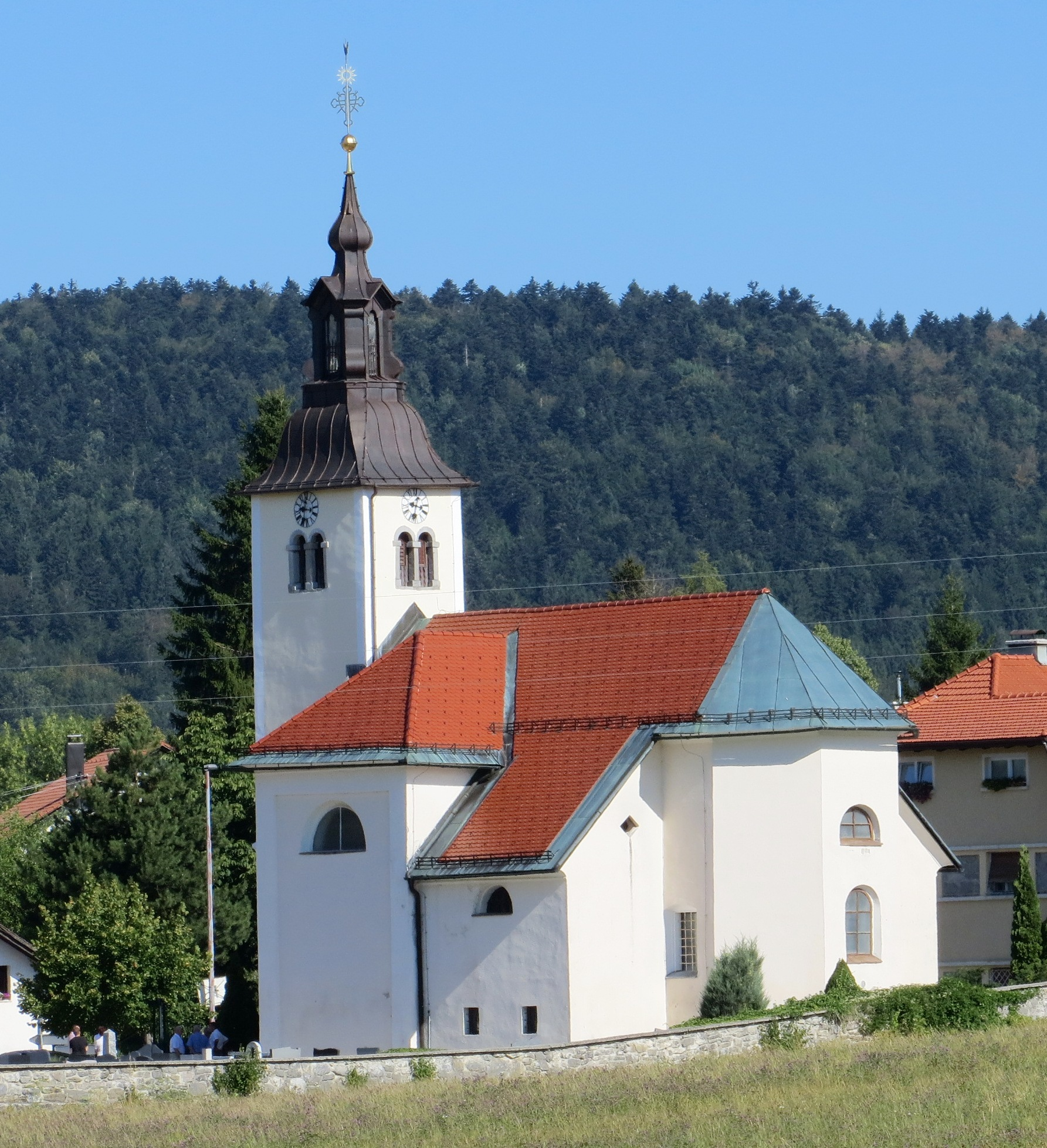
Het lagere dak steekt in de hoofdkap in
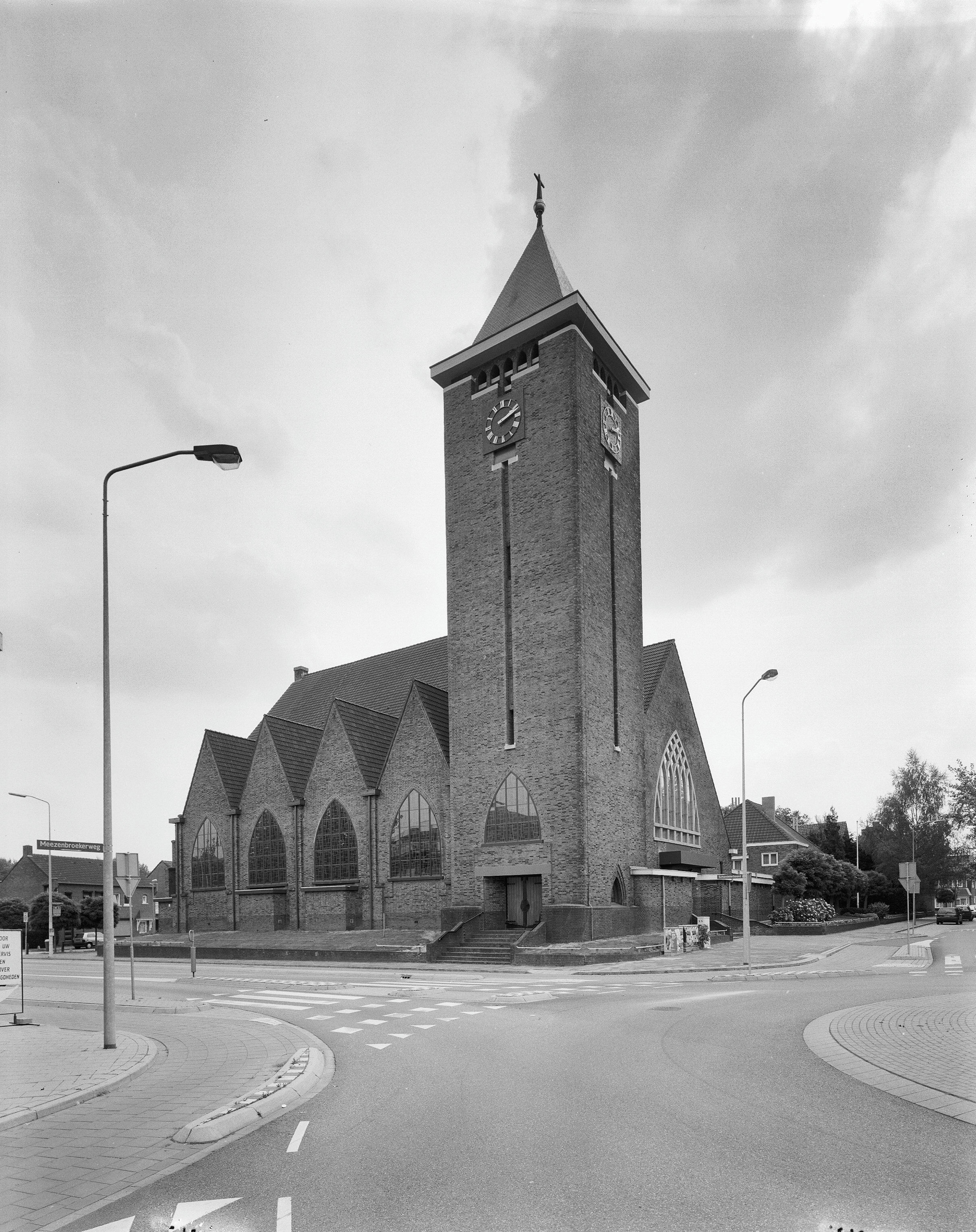
De zijbeuken (links van de toren) zijn steekkappen